# کوفی بوا
کوفی بوآ (انگلیسی: Koffi Boua؛ زادهٔ ۲۰ سپتامبر ۱۹۸۶) بازیکن فوتبال اهل ساحل عاج بود.
از باشگاه‌هایی که در آن بازی کرده است می‌توان به باشگاه فوتبال آسک میموساس اشاره کرد.
وی همچنین در تیم ملی فوتبال ساحل عاج بازی کرده است.